# San Juan del Río Coco
San Juan del Río Coco är en kommun (municipio) i Nicaragua med 30 080 invånare (2012).  Den ligger i den bergiga nordvästra delen av landet, norr om floden Río Coco, i departementet Madriz. I San Juan de Río Coco odlas det mycket kaffe och frukt.

## Geografi
San Juan del Río Coco gränsar till kommunerna El Jícaro i norr, och  Quilalí i öster, San Sebastián de Yalí i söder, samt till Telpaneca i väster. Kommunens största ort och centralort är San Juan del Río Coco med 9 824 invånare (2012).

## Historia
Kommunens centralort befolkades under mitten 1800-talet då Babilonia gruvan öppnades. Ortens befolkning ökade sedan kraftigt 1928 och 1929 under kriget mellan general Augusto Sandino's trupper och USA:s marinkår. Kommunen San Juan del Río Coco grundades 1964 genom en utbrytning ur Telpaneca och 1998 fick den stadsrättigheter.

## Näringsliv
San Juan del Río Coco är en jordbruksbygd. De kommersiellt viktigaste grödorna är kaffe, bananer, kokbananer, apelsiner, mandariner, citroner, taro och grönsakspäron.